# Quaero
Quaero (busco en latín) fue un programa colaborativo franco-alemán desarrollado entre 2008 y 2013 que buscaba ser la alternativa del buscador de Google.  Fue anunciado en 2005 por los líderes políticos de Francia y Alemania, Jacques Chirac y Gerhard Schröder. La iniciativa se basaba en el análisis automático y el enriquecimiento de contenidos digitales, multimedia y multilingües.

## Historia
El proyecto fue anunciado por el Presidente francés Jacques Chirac y el entonces canciller de Alemania, Gerhard Schröder, con ocasión del Consejo de Ministros franco-alemán de Reims, en abril de 2005.
En enero de 2006 varios conglomerados de los dos países figuraban entre los socios principales; Technicolor (antes Thomson), France Télécom, Deutsche Telekom y Thales Group junto con institutos de investigación como el Inria, el Inra, el CNRS, el IRCAM, Clips/Mag, Universidad Técnica de Aquisgrán y la Universidad de Karlsruhe y proveedores como INA o Studio Hamburgo.

## Tecnología
La tecnología de búsqueda de Quaero fue desarrollada por el motor de búsqueda de la empresa francesa Exalead. Quaero también constó de un conjunto de herramientas para traducir, identificar y clasificar imágenes, sonido y texto.